# 寺地町東
寺地町東（てらじちょうひがし）は、大阪府堺市堺区にある地名。2024年現在の行政地名は寺地町東一丁から寺地町東四丁。住居表示は実施済。

## 地理
堺区の中央部に位置する。北東は中之町東、南東は南安井町、南西は少林寺町東、北西は寺地町西に接する。北西から順に一丁から四丁がある。

## 歴史

### 沿革
はじめ1 - 3丁、1959年（昭和34年）から1 - 4丁がある。
- 1872年（明治5年）、舳松町・南大工1丁目・絹屋4丁目・南樽屋町・寺地町寺町・寺地農人町より寺地町東成立。堺町のうち。
- 1879年（明治12年）、郡区町村編成法施行により、堺区の所属となる。
- 1889年（明治22年）、市制施行により、堺市の所属となる。
- 1933年（昭和8年）、一部が南安井町1 - 6丁となる。
- 1959年（昭和34年）、寺地町・少林寺町東1 - 4丁・少林寺町の各一部を編入[6]。
- 2006年（平成18年）、堺市が政令指定都市に移行し、行政区を設置。寺地町東は堺区の所属となる。

## 世帯数と人口
2024年（令和6年）6月30日現在の世帯数と人口は以下の通りである。
| 丁           | 世帯数  | 人口  |
| ------------ | ------- | ----- |
| 寺地町東一丁 | 55世帯  | 79人  |
| 寺地町東二丁 | 175世帯 | 214人 |
| 寺地町東三丁 | 138世帯 | 175人 |
| 寺地町東四丁 | 101世帯 | 143人 |
| 計           | 469世帯 | 611人 |

### 人口の変遷
国勢調査による人口の推移。
| 1995年（平成7年）  | 770人 | [ 7 ]  |  |
| 2000年（平成12年） | 644人 | [ 8 ]  |  |
| 2005年（平成17年） | 541人 | [ 9 ]  |  |
| 2010年（平成22年） | 545人 | [ 10 ] |  |
| 2015年（平成27年） | 575人 | [ 11 ] |  |
| 2020年（令和2年）  | 595人 | [ 12 ] |  |

### 世帯数の変遷
国勢調査による世帯数の推移。
| 1995年（平成7年）  | 363世帯 | [ 7 ]  |  |
| 2000年（平成12年） | 346世帯 | [ 8 ]  |  |
| 2005年（平成17年） | 304世帯 | [ 9 ]  |  |
| 2010年（平成22年） | 346世帯 | [ 10 ] |  |
| 2015年（平成27年） | 387世帯 | [ 11 ] |  |
| 2020年（令和2年）  | 420世帯 | [ 12 ] |  |

## 学区
市立小・中学校に通う場合、学区は以下の通りとなる。
| 丁           | 番   | 小学校             | 中学校           |
| ------------ | ---- | ------------------ | ---------------- |
| 寺地町東一丁 | 全域 | 堺市立少林寺小学校 | 堺市立陵西中学校 |
| 寺地町東二丁 | 全域 | 堺市立少林寺小学校 | 堺市立陵西中学校 |
| 寺地町東三丁 | 全域 | 堺市立少林寺小学校 | 堺市立陵西中学校 |
| 寺地町東四丁 | 全域 | 堺市立少林寺小学校 | 堺市立陵西中学校 |

## 事業所
2021年（令和3年）現在の経済センサス調査による事業所数と従業員数は以下の通りである。
| 丁           | 事業所数 | 従業員数 |
| ------------ | -------- | -------- |
| 寺地町東一丁 | 17事業所 | 85人     |
| 寺地町東二丁 | 5事業所  | 32人     |
| 寺地町東三丁 | 11事業所 | 240人    |
| 寺地町東四丁 | 10事業所 | 70人     |
| 計           | 43事業所 | 427人    |

## 交通

### 鉄道
- 阪堺電気軌道阪堺線 - 寺地町停留場

### バス
- 南海バス[15]
  - 21系統：寺地町

### 道路
- 国道26号
- 大道筋（大阪府道197号深井畑山宿院線）

## 施設
- あすか保育園
- 源光寺
- 本成寺
- 大阿弥陀経
- 土居川公園

## 郵便
- 郵便番号：590-0962[3]（集配局：堺郵便局[16]）。

## ギャラリー

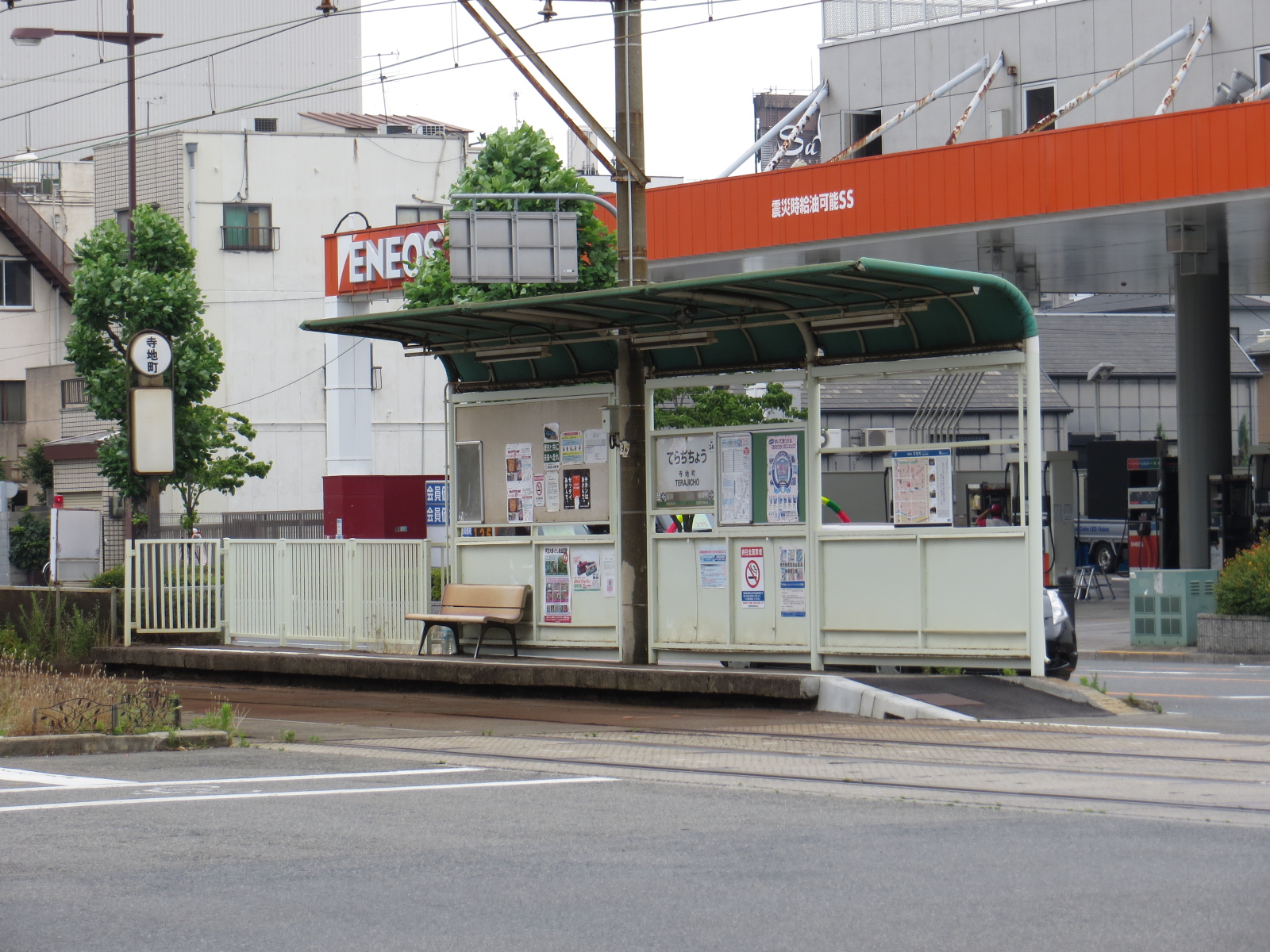
阪堺電気軌道阪堺線 寺地町停留場